# Maria Canins
Maria Canins (* 4. Juni 1949 in Stern, Abtei) ist eine ehemalige italienische  Radrennfahrerin, Skilangläuferin, Mountainbikerin und Radsport-Weltmeisterin.

## Werdegang
Maria Canins ist mit ihren Erfolgen und ihrer Vielseitigkeit eine sportliche Ausnahmeerscheinung. 

### Skilanglauf seit 1969
Von 1969 bis 1981 betrieb sie erfolgreich Skilanglauf, so gewann sie u. a. 15 nationale Titel und 1985 als erste Italienerin den schwedischen Wasalauf.
Zehnmal in Folge, von 1979 bis 1988, konnte sie den italienischen Skilanglaufmarathon Marcialonga für sich entscheiden.

### Profi-Radsport seit 1981
1981, mit 32 Jahren, entschied sich Maria Canins für den Profi-Radsport. Da sie zu diesem Zeitpunkt schon ein Kind hatte, wurde sie „La mammina volante“ (ital. „das fliegende Mütterchen“) genannt. Schon ein Jahr später wurde sie Zweite bei der Straßen-WM im britischen Goodwood, im Jahr darauf Dritte. 1985 wurde sie erneut Vize-Weltmeisterin, bei der Straßen-WM 1988 in Seoul schließlich Weltmeisterin im Mannschaftszeitfahren.
Ihre große Stärke waren Etappen-Rundfahrten: 1988 gewann sie die erste Austragung des Giro d’Italia Femminile; 1987 die Tour de l’Aude Féminin sowie 1985 und 1986 die Tour de France féminin. Mehrfach belegte sie auch zweite und dritte Plätze in der Gesamtwertung von Rundfahrten. Sechsmal wurde sie italienische Meisterin im Straßenrennen und ist damit Rekordhalterin.

### Olympische Sommerspiele 1984
Bei den Olympischen Spielen 1984 in Los Angeles wurde Maria Canins Fünfte im Straßenrennen; vier Jahre später bei den Spielen in Seoul belegte sie Platz 32.

### Wintertriathlon seit 1995
1995 trat Maria Canins vom Profi-Radsport zurück und wandte sich dem Mountainbikefahren sowie dem Wintertriathlon zu. Auch in diesen Disziplinen gelangen ihr zahlreiche Erfolge wie der Gewinn des Weltmeistertitels im Wintertriathlon 1997 und 1999.
Seit vielen Jahren ist Maria Canins Repräsentantin der Maratona dles Dolomites, eine der bedeutsamsten Sportveranstaltungen ihrer Heimatregion.
Maria Canins war bis zu dessen Tod im Juli 2016 mit dem italienischen Skilangläufer Bruno Bonaldi verheiratet. Sie lebt in ihrer Heimat in den Dolomiten.

## Sportliche Erfolge
| Datum/Jahr | Rang | Wettbewerb                               | Austragungsort | Zeit | Bemerkung                     |
| ---------- | ---- | ---------------------------------------- | -------------- | ---- | ----------------------------- |
| 1999       | 1    | ITU Winter Triathlon World Championships |                |      | Wintertriathlon-Weltmeisterin |
| 1997       | 1    | ITU Winter Triathlon World Championships | Mals           |      | Wintertriathlon-Weltmeisterin |

## Auszeichnungen
- Italiens Sportlerin des Jahres (La Gazzetta dello Sport): 1985, 1986